# 复旦大夏第一联合大学
复旦大夏第一联合大学（简称联大第一部），位于江西庐山牯岭，是抗日战争时期复旦大学与大夏大学共同组成的一所大学。

## 历史
1937年8月13日，淞沪会战爆发，上海的多所高校考虑内迁。9月20日，大夏大学、复旦大学两校校长在教育部会晤，决定成立两所联合大学，其中复旦大夏第一联合大学位于江西庐山，钱新之任校长，吴轩南任副校长，吴泽霖任教务长。9月24日，两校遣代表前往庐山。10月初，复旦大学的档案、图书和仪器等沿淞沪铁路运往江西。10月25日，复旦大夏第一联合大学借庐山普仁医院为校址，租胡金芳、严仁记等旅社为宿舍，师生九百余人正式开课。
12月初，日军进逼南京，复旦大夏第一联合大学决定乘船迁往重庆，转道贵阳，与复旦大夏第二联合大学合并。12月底，复旦大夏第一联合大学抵达重庆。1938年2月25日，两校在贵州桐梓的桐梓县立中学召开联合大学行政委员会议，决定自4月起取消联合，以第一部为复旦，第二部为大夏。大夏大学师生赶赴贵阳。

## 院系
- 文学院：中国文学系、外国文学系、社会学系、史地系、新闻学系；
- 理学院：化学系、数理系、土木工程系、生物学系；
- 法学院：法律学系、政治学系、经济学系；
- 教育学院：教育行政系、教育心理系、社会教育系；
- 商学院：会计学系、银行学系、工商管理系；
- 师范专修科：史地组、自然组。

## 建筑
- 普仁医院：1947年4月16日烧毁。
- 胡金芳旅社：已拆除重建，现为庐山云天别墅。
- 严仁记旅社：1947年4月16日烧毁。

## 活动
课余时，学校开展了朗诵、歌咏等各种形式的救亡活动，学生们在校内外宣传抗日工作。还曾与同样迁入庐山的国立北平艺术专科学校举办联谊活动。